# El Escobillal
El Escobillal es una localidad mexicana situada en el municipio de Ángel R. Cabada (en el Estado de Veracruz de Ignacio de la Llave). Tiene 1490 habitantes. El Escobillal está a 30 metros de altitud.
En la localidad hay 720 hombres y 770 mujeres. Está entre las localidades más grandes del municipio y una de las más cercanas a la cabecera municipal.
Es la principal población del ejido del mismo nombre cuya formación fue el 8 de marzo de 1939.
La relación mujeres/hombres es de 0.942. El ratio de fecundidad de la población femenina es de 2.95 hijos por mujer. El porcentaje de analfabetismo entre los adultos es del 21.01% (20.65% en los hombres y 21.39% en las mujeres) y el grado de escolaridad es de 3.9 (3.79 en hombres y 4.01 en mujeres).
En El Escobillal el 0% de los adultos habla alguna lengua indígena. En la localidad se encuentran 305 viviendas, de las cuales el 5% disponen de una computadora.
Es una localidad con una larga historia; ya que para que el ejido pudiera ser reconocido se necesitaron muchos días de lucha.
Su escuela primaria es una de las más antiguas que se instalaron en localidades no urbanas y ha contribuido enormemente en la formación de los jòvenes de la localidad.
Ya mucho tiempo después en el año 2000 se consigue que exista una escuela Telesecundaria que inicialmente usaba como aulas la casa ejidal.